# Governança ambiental
A governança ambiental (GE) consiste em um sistema de leis, normas, regras, políticas e práticas que informam como os membros do conselho de um órgão regulador relacionado ao meio ambiente devem gerenciar e supervisionar os assuntos de qualquer órgão regulador relacionado ao meio ambiente  que seja responsável por garantir a sustentabilidade ( desenvolvimento sustentável ) e gerenciar todas as atividades humanas — políticas, sociais e econômicas .  A governança ambiental inclui governo, empresas e sociedade civil e enfatiza o gerenciamento de todo o sistema (system management) . Para compreender e processar toda essa gama diversificada de elementos, a governança ambiental geralmente emprega sistemas alternativos de governança, por exemplo, gestão baseada em bacias hidrográficas. 
Considera os recursos naturais e o meio ambiente como bens públicos globais, pertencentes à categoria de bens que não diminuem quando são compartilhados.  Isso significa que todos se beneficiam, por exemplo, de uma atmosfera respirável, clima estável e biodiversidade estável. Os bens públicos são não oponíveis – um recurso natural apreciado por uma pessoa ainda pode ser desfrutado por outras – e não excludentes – é impossível impedir que alguém consuma o bem (como respirar). Os bens públicos são reconhecidos como benéficos e, portanto, têm valor. Surge assim a noção de bem público global, com uma ligeira distinção: abrange necessidades que não devem ser destruídas por uma pessoa ou Estado. O caráter não oponível de tais bens exige uma abordagem de gestão que restrinja os atores públicos e privados de danificá-los. Uma abordagem é atribuir um valor econômico ao recurso. A água é um exemplo desse tipo de bem. 

## Definições
A governança ambiental refere-se aos processos de tomada de decisão envolvidos no controle e gestão do meio ambiente e dos recursos naturais. A União Internacional para a Conservação da Natureza, define a governança ambiental como as interações em vários níveis (ou seja, local, nacional, internacional/global) entre, mas não limitado a, três atores principais, ou seja, estado, mercado, e sociedade civil, que interagem entre si, seja de forma formal ou informal; na formulação e implementação de políticas em resposta às demandas e insumos da sociedade relacionados ao meio ambiente; limitado por regras, procedimentos, processos e comportamento amplamente aceito; possuir características de “boa governança”; com o objetivo de alcançar o desenvolvimento ambientalmente sustentável. 
Os princípios-chave da governança ambiental incluem: 
- Incorporar o meio ambiente em todos os níveis de tomada de decisão e ação.
- Colocar as cidades e comunidades, vida econômica e política como um subconjunto do meio ambiente.
- Enfatizar a conexão das pessoas com os ecossistemas em que vivem.
- Promover a transição de sistemas de ciclo aberto/berço ao túmulo (como o descarte de lixo sem reciclagem) para sistemas de circuito fechado/ berço ao berço (como permacultura e estratégias de desperdício zero).[5]

A governança ambiental neoliberal é uma abordagem da teoria da governança ambiental enquadrada por uma perspectiva do neoliberalismo como ideologia, política e prática em relação ao mundo biofísico. Existem muitas definições e aplicações do neoliberalismo, por exemplo, em economia, relações internacionais etc. O neoliberalismo evoluiu particularmente nos últimos 40 anos, com muitos estudiosos deixando sua pegada ideológica no mapa neoliberal. Hayek e Friedman acreditavam na superioridade do livre mercado sobre a intervenção estatal. Enquanto o mercado pudesse agir livremente, a lei de oferta/demanda garantiria o preço e o melhor rendimento possível. 
Na visão oposta a de Karl Polanyi, isso também criaria um estado de tensão em que os mercados livres autorregulados perturbariam e alterariam as interações sociais e interfeririam em "outras formas valiosas de se viver e trabalhar" (fora do mercado). No entanto, em oposição a essa a noção de uma economia de mercado não regulamentada (totalmente livre), também houve um “aumento paradoxal da intervenção [estatal]” na escolha de reformas econômicas, legislativas e de políticas sociais, que são perseguidas pelo Estado para preservar a ordem neoliberal. Esse processo contraditório é descrito por Peck e Tickell como os movimentos do neoliberalismo, no qual, por um lado, o Estado voluntariamente abre mão do controle sobre os recursos e da responsabilidade pela provisão social, enquanto, por outro lado, se engaja na “construção e consolidação proposital do neoliberalismo”. formas estatais, modos de governança e relações regulatórias". 
Tem havido um interesse crescente nos efeitos do neoliberalismo na política do mundo não-humano (natural) da governança ambiental. O neoliberalismo é visto como mais do que uma 'coisa' homogênea e monolítica com um ponto final claro.  É uma série de processos de “neoliberalização” dependentes do caminho, espacial e temporalmente “conectados” que afetam e são afetados pela natureza e pelo meio ambiente que “cobrem uma gama notável de lugares, regiões e países”.  
A cooptação de ideias neoliberais sobre a importância da propriedade privada e a proteção dos direitos individuais (investidores) na governança ambiental pode ser vista no exemplo de acordos comerciais multilaterais recentes (ver em particular o Acordo de Livre Comércio da América do Norte). Tais estruturas neoliberais reforçam ainda mais um processo de enclausuramento da natureza e acumulação primitiva ou “acumulação por desapropriação” que serve para privatizar áreas crescentes da natureza.  Acredita-se que a transferência de propriedade de recursos tradicionalmente não privados para mecanismos de livre mercado proporcione maior eficiência e ótimo retorno sobre o investimento.  
Outros exemplos semelhantes de projetos de inspiração neoliberal incluem direitos de propriedade sobre reservas minerais, o sistema de cotas de pesca no Pacífico Norte  e a privatização do abastecimento de água e tratamento de esgoto na Inglaterra e no País de Gales. Todos os três exemplos compartilham características neoliberais para “implantar mercados como solução para problemas ambientais” nos quais recursos naturais escassos são comercializados e transformados em commodities.  A abordagem de classificar o ecossistema no contexto de uma mercadoria também está presente no trabalho de geógrafos neoliberais que sujeitam a natureza a preços e mecanismos de oferta/demanda onde a terra é considerada um recurso quantificável (Costanza, por exemplo, estima o valor do serviço do ecossistema terrestre entre 16 e 54 trilhões de dólares por ano). 

## Questões ambientais

### Principais causadores da degradação ambiental
- Crescimento econômico – A visão centrada no desenvolvimento que prevalece na maioria dos países e instituições internacionais defende uma corrida desenfreada em direção a mais crescimento econômico. Os economistas ambientais, por outro lado, apontam para uma estreita correlação entre crescimento econômico e degradação ambiental, defendendo o desenvolvimento qualitativo como uma alternativa ao crescimento. Como resultado, nas últimas duas décadas houve uma grande mudança em direção ao desenvolvimento sustentável como alternativa à economia neoliberal. Há aqueles, particularmente dentro do movimento de globalização alternativa, que sustentam que é possível passar para uma fase de decrescimento sem perder a eficiência social ou diminuir a qualidade de vida. [8]
- Consumo – O crescimento do consumo e o culto ao consumo, ou ideologia consumista é a grande causa do crescimento econômico. O superdesenvolvimento, visto como única alternativa à pobreza, tornou-se um fim em si mesmo. Os meios para travar este crescimento não estão à altura da tarefa, uma vez que o fenómeno não se limita a uma classe média crescente nos países em desenvolvimento, mas também diz respeito ao desenvolvimento de estilos de vida irresponsáveis, particularmente nos países do norte, como o aumento do tamanho e número de casas e carros por pessoa. [8]
- Destruição da biodiversidade – A complexidade dos ecossistemas do planeta faz com que a perda de qualquer espécie tenha consequências inesperadas. Quanto mais forte for o impacto na biodiversidade, mais forte será a probabilidade de uma reação em cadeia com efeitos negativos imprevisíveis. Outro importante fator de degradação ambiental que se enquadra nessa destruição da biodiversidade, e não deve ser ignorado, é o desmatamento. Apesar de todos os danos infligidos, vários ecossistemas provaram ser resilientes. Os ambientalistas estão endossando um princípio de precaução segundo o qual todas as atividades potencialmente danosas teriam que ser analisadas quanto ao seu impacto ambiental. [8]
- Crescimento populacional – As previsões apontam para 8,9 bilhões de pessoas no planeta em 2050. Este é um assunto que afeta principalmente os países em desenvolvimento, mas também preocupa os países do norte; embora seu crescimento demográfico seja menor, o impacto ambiental por pessoa é muito maior nesses países. O crescimento demográfico precisa ser combatido por meio do desenvolvimento de programas de educação e planejamento familiar e, em geral, melhorando a condição das mulheres.[8]
- Poluição - A poluição causada pelo uso de combustíveis fósseis é outro fator de destruição ambiental. A queima de combustíveis fósseis à base de carbono, como carvão e petróleo, libera dióxido de carbono na atmosfera. Um dos grandes impactos disso são as mudanças climáticas que estão ocorrendo atualmente no planeta, onde a temperatura da Terra está aumentando gradativamente. Dado que combustíveis como carvão e petróleo são os combustíveis mais usados, isso é uma grande preocupação para muitos ambientalistas. [8]
- Práticas agrícolas - Práticas agrícolas destrutivas, como uso excessivo de fertilizantes e pastoreio excessivo, levam à degradação da terra. O solo sofre erosão e leva ao assoreamento de rios e reservatórios. A erosão do solo é um ciclo contínuo e, em última análise, resulta na desertificação da terra. Além da degradação do solo, a poluição da água também é uma possibilidade; os produtos químicos usados na agricultura podem escorrer para os rios e contaminar a água. [8]

### Desafios
Os desafios enfrentados pela governança ambiental incluem: 
- Acordos continentais e globais inadequados.
- Tensões não resolvidas entre desenvolvimento máximo, desenvolvimento sustentável e proteção máxima, limitando o financiamento, prejudicando os vínculos com a economia e limitando a aplicação dos Acordos Multilaterais de Meio Ambiente.
- O financiamento ambiental não é autossustentável, desviando recursos da solução de problemas para guerras por financiamento.
- Falta de integração das políticas setoriais.
- Capacidades institucionais inadequadas.
- Prioridades mal definidas.
- Objetivos pouco claros.
- Falta de coordenação dentro da ONU, governos, setor privado e sociedade civil.
- Falta de visão compartilhada.
- Interdependências entre desenvolvimento/crescimento econômico sustentável, comércio, agricultura, saúde, paz e segurança.
- Desequilíbrio internacional entre governança ambiental e programas comerciais e financeiros, por exemplo, Organização Mundial do Comércio (OMC).
- Crédito limitado para organizações que executam projetos dentro do Fundo Global para o Meio Ambiente.
- Vinculado o PNUMA, o Programa das Nações Unidas para o Desenvolvimento (PNUD) e o Banco Mundial com Acordos Multilaterais de Meio Ambiente.
- Falta de capacidade do governo para cumprir as obrigações de Acordos Multilaterais de Meio Ambiente.
- Ausência da perspectiva de gênero e equidade na governança ambiental.
- Incapacidade de influenciar a opinião pública.
- Intervalo de tempo entre a ação humana e o efeito ambiental, às vezes até uma geração.
- Os problemas ambientais estão inseridos em sistemas muito complexos, dos quais nossa compreensão ainda é bastante fraca. [9]

Todos esses desafios têm implicações na governança, porém a governança ambiental internacional é necessária. O IDDRI (Instituto para o Desenvolvimento Sustentável e Relações Internacionais) afirma que a rejeição do multilateralismo em nome da eficiência e proteção dos interesses nacionais entra em conflito com a promoção do direito internacional e o conceito de bens públicos globais. Outros citam a natureza complexa dos problemas ambientais. 
Por outro lado, o programa Agenda 21 foi implementado em mais de 7.000 comunidades. Problemas ambientais, incluindo problemas de escala global, podem nem sempre exigir soluções globais. Por exemplo, a poluição marinha pode ser combatida regionalmente e a deterioração do ecossistema pode ser enfrentada localmente. Outros problemas globais, como a mudança climática, se beneficiam da ação local e regional.  A sustentabilidade e a proteção ambiental são uma arena na qual estão ocorrendo experimentos inovadores com novas formas híbridas e plurilaterais de governança, juntamente com a incorporação de uma sociedade civil transnacional que abrange a divisão público-privada.

### Governança local
Um relatório de 1997 observou um consenso global de que a implementação do desenvolvimento sustentável deve ser baseada em soluções e iniciativas de nível local projetadas com e pelas comunidades locais.   A participação e parceria da comunidade, juntamente com a descentralização do poder do governo para as comunidades locais, são aspectos importantes da governança ambiental no nível local. Iniciativas como essas são divergências integrais de abordagens anteriores de governança ambiental que eram “conduzidas por agendas estaduais e controle de recursos” e seguiam uma abordagem de cima para baixo (top down) ou economia de gotejamento, em vez da abordagem de baixo para cima que a governança em nível local abrange. 
A adoção de práticas ou intervenções em escala local pode, em parte, ser explicada pela difusão da teoria da inovação. Na Tanzânia e no Pacífico, os pesquisadores ilustraram que os aspectos da intervenção, do adotante e do contexto socioecológico moldam por que as intervenções de conservação centradas na comunidade se espalham pelo espaço e pelo tempo.  A governança em nível local transfere o poder de tomada de decisão do estado e/ou dos governos para a base. 
A governança em nível local é extremamente importante, mesmo em escala global. A governança ambiental em nível global é definida como internacional e, como tal, resultou na marginalização das vozes das comunidades locais. A governança em nível local é importante para trazer de volta o poder às comunidades locais na luta global contra a degradação ambiental.  Pulgar Vidal observou um “novo quadro institucional, [em que] a tomada de decisões sobre o acesso e uso dos recursos naturais tornou-se cada vez mais descentralizada”.   Ele observou quatro técnicas que podem ser usadas para desenvolver esses processos: 
- regulamentações, procedimentos e processos formais e informais, como consultas e democracia participativa;
- interação social que pode surgir da participação em programas de desenvolvimento ou da reação à injustiça percebida;
- regular comportamentos sociais para reclassificar uma questão individual como assunto público;
- participação intragrupo na tomada de decisões e relacionamento com atores externos. [12]

Ele descobriu que as condições-chave para desenvolver a governança ambiental descentralizada são: 
- acesso ao capital social, incluindo conhecimento local, líderes e visão compartilhada local;
- acesso democrático à informação e à tomada de decisão;
- atividade do governo local na governança ambiental: como facilitador do acesso aos recursos naturais, ou como formulador de políticas;
- um quadro institucional que favoreça a governança ambiental descentralizada e crie fóruns de interação social e de aceitação de acordos amplamente aceitos. [12]

A legitimidade das decisões depende da taxa de participação da população local e de quão bem os participantes representam essa população.  No que diz respeito ao poder público, as questões ligadas à biodiversidade podem ser enfrentadas com a adoção de políticas e estratégias adequadas, por meio da troca de conhecimentos e experiências, da formação de parcerias, da correta gestão do uso da terra, do monitoramento da biodiversidade e da otimização do uso dos recursos ou da redução do consumo e a promoção de certificações ambientais (EMAS e/ou ISO 14001). As autarquias locais têm, sem dúvida, um papel central a desempenhar na proteção da biodiversidade e esta estratégia é bem-sucedida sobretudo quando as autoridades mostram força ao envolver as partes interessadas num projeto de melhoria ambiental credível e ativar uma política de comunicação transparente e eficaz. 

### Governança Estatal
Os Estados desempenham um papel crucial na governança ambiental, porque "por mais longe e rápido que a integração econômica internacional prossiga, a autoridade política permanece investida nos governos nacionais".  É por esta razão que os governos devem respeitar e apoiar o compromisso de implementação de acordos internacionais.  No nível estadual, a gestão ambiental tem se mostrado propícia à criação de mesas-redondas e comitês.  Na França, o processo incluiu:
- uma variedade de atores (por exemplo, o estado, líderes políticos, sindicatos, empresas, organizações sem fins lucrativos e fundações de proteção ambiental); [14]
- permitiu que os stakeholders (interessados) interagissem com os poderes legislativo e executivo em exercício como conselheiros indispensáveis; [14]
- trabalhou para integrar outras instituições, principalmente o Conselho Econômico e Social, para formar um grupo de pressão que participou do processo de criação de um modelo de governança ambiental; [14]
- tentou vincular com a gestão ambiental nos níveis regional e local. [14]

Se as questões ambientais forem excluídas, por exemplo, da agenda econômica, isso pode deslegitimar essas instituições. Nos países do sul, o principal obstáculo à integração dos níveis intermediários no processo de desenvolvimento da governança ambiental territorial é muitas vezes o predomínio da inércia desenvolvimentista na mentalidade política dos estados. A questão do meio ambiente não tem sido efetivamente integrada nos planejamentos e programas nacionais de desenvolvimento. 
Em vez disso, a ideia mais comum é que a proteção ambiental freia o desenvolvimento econômico e social, uma ideia incentivada pelo intenso ritmo de exportação de matérias-primas extraídas por métodos destrutivos que consomem recursos e não geram valor agregado. É claro que há razão nessas afirmações, pois suas principais preocupações são as injustiças sociais, como o alívio da pobreza. Cidadãos em alguns desses estados argumentam da necessidade de desenvolvimento de estratégias de empoderamento para aliviar a pobreza por meio do desenvolvimento sustentável. Além disso, os formuladores de políticas devem estar mais atentos a essas preocupações do sul global e devem garantir a integração de um forte foco na justiça social em suas políticas. 

### Governança global
Segundo o Instituto Internacional para o Desenvolvimento Sustentável, a governança ambiental global é "a soma de organizações, instrumentos políticos, mecanismos de financiamento, regras, procedimentos e normas que regulam os processos de proteção ambiental global".  No nível global, existem vários atores importantes envolvidos na governança ambiental e "uma série de instituições contribuem e ajudam a definir a prática da governança ambiental global.  A ideia da governança ambiental global é governar o meio ambiente em um nível global por meio de uma série de estados-nação e atores não estatais, como governos nacionais, ONGs e outras organizações internacionais, como o PNUMA (Programa das Nações Unidas para o Meio Ambiente).
O movimento ambiental global remonta ao século XIX; acadêmicos reconhecem o papel das Nações Unidas em fornecer uma plataforma para conversas internacionais sobre o meio ambiente.  Os defensores da governança ambiental global enfatizam a importância da cooperação internacional em questões ambientais, como a mudança climática. Alguns oponentes argumentam que uma governança ambiental regional mais agressiva tem um impacto mais forte em comparação com a governança ambiental global. 
A governança ambiental global é a resposta aos apelos por novas formas de governança devido à crescente complexidade da agenda internacional. É percebida como uma forma eficaz de gestão multilateral e essencial para a comunidade internacional no cumprimento das metas de mitigação e possível reversão dos impactos no meio ambiente global.  No entanto, uma definição precisa de governança ambiental global ainda é vaga e há muitos problemas em torno da governança global.   Elliot argumenta que “o terreno institucional congestionado ainda oferece mais uma aparência do que uma realidade de governança global abrangente”. É uma prática política que simultaneamente reflete, constitui e mascara relações globais de poder e impotência”.  
As agendas dos Estados exploram o uso da governança ambiental global para aprimorar suas agendas ou desejos, mesmo que isso ocorra em detrimento do elemento vital por trás da governança ambiental global, que é o meio ambiente. A governança ambiental global “não é normativamente neutra nem materialmente benigna”.  As notas do relatório "The Global Environmental Outlook" observaram que os sistemas de governança ambiental global estão se tornando cada vez mais irrelevantes ou impotentes devido a padrões de globalização como; desequilíbrios na produtividade e na distribuição de bens e serviços, progressão insustentável de extremos de riqueza e pobreza e crescimento populacional e econômico superando os ganhos ambientais.  Newell afirma que, apesar de tais reconhecimentos, a “gestão da mudança ambiental global dentro das Relações Internacionais continua a olhar para os regimes internacionais em busca de respostas”. 

#### Governança Ambiental no Norte Global e no Sul Global
As relações entre o Norte Global e o Sul Global foram impactadas por uma história de colonialismo, durante a qual as potências coloniais do Norte contribuíram para a degradação ambiental dos recursos naturais no Sul. Essa dinâmica continua a influenciar as relações internacionais e é a base para o que alguns historiadores reconhecem como a " divisão Norte-Sul ".  Os estudiosos argumentam que essa divisão criou obstáculos no processo legislativo internacional em relação ao meio ambiente. Os estudiosos observaram que os países não industrializados do Sul Global às vezes estão desconectados do ambientalismo e percebem a governança ambiental como uma prioridade de "luxo" para o Norte Global. Nos últimos anos, o desenvolvimento sustentável ganhou destaque no discurso internacional e estimula o Norte e o Sul a cooperar.  Os acadêmicos reconheceram que as prioridades de governança ambiental no Norte Global estão em desacordo com o desejo de se concentrar no desenvolvimento econômico no Sul Global. 
Alguns analistas propõem uma mudança para atores "não estatais" para o desenvolvimento da governança ambiental.  A pesquisadora de política ambiental Karin Bäckstrand afirma que isso aumentará a transparência, a responsabilidade e a legitimidade.  Em alguns casos, os estudiosos notaram que a governança ambiental no Norte Global teve consequências adversas sobre o meio ambiente no Sul Global.   
As prioridades ambientais e econômicas no Norte Global nem sempre se alinham com as do Sul Global. Os produtores do Norte Global desenvolveram padrões voluntários de sustentabilidade para abordar as preocupações ambientais do Norte, mas esses padrões também acabam impactando a atividade econômica no Sul Global.  Argumenta-se que o Sul Global precisa "gerenciar sua própria pegada ecológica" criando padrões de sustentabilidade independente do Norte Global.  A tensão entre os países do Norte Global e do Sul Global fez com que alguns acadêmicos criticassem a governança ambiental global por ser um processo muito lento para promulgar mudanças políticas. 

### Governança Ambiental do Espaço Sideral
Desde que as viagens e atividades espaciais começaram na década de 1950, mais nações se engajaram na corrida para o uso do espaço. Mais especificamente, EUA e Rússia lançaram o primeiro satélite artificial do mundo.  As outras novas nações que entram na corrida espacial carecem de habilidades espaciais abrangentes semelhantes aos EUA e à Rússia. A necessidade e o desejo de se expandir as atividades humanas para o espaço criam inúmeros problemas, nenhum mais proeminente do que a preocupação com os destroços espaciais. Várias organizações, incluindo o Comitê de Pesquisa Espacial , continuam a implementar maneiras de governar com sucesso e eficácia a esfera global. Leis como a Política de Proteção Planetáriadestinam-se a regulamentar o uso do espaço, especificamente, a questão dos detritos espaciais.
À medida que cada lançamento se torna cada vez mais perigoso, o desenvolvimento de políticas de vários países é desequilibrado e há uma falta de padrões e normas internacionais unificados. O espaço corre o risco de danos permanentes ou " síndrome de Kessler" (uma reação em cadeia de colisão em órbita causada por grandes eventos de detritos). Aumenta o risco de serviços espaciais globais paralisados, incluindo GPS, sistema financeiro global e previsões meteorológicas diárias. Embora a Política de Proteção Planetária (planetary protection) não seja impositiva,  ela ajuda a proteger contra a contaminação da Lua e outros corpos celestes. 
As organizações que controlam o espaço implementam leis que ajudam a regular o uso do espaço, diminuindo assim a contaminação do espaço. Por exemplo, o descarte pós-missão de 65% ainda está muito distante da meta de 90%, que a China pretende aumentar para 95%.  No entanto, mais países estão implementando medidas adicionais para aumentar esse número. O programa Consciência Situacional Espacial (Space Situational Awareness, SSA) da União Europeia   é importante porque monitora as condições no espaço e ajuda a melhorar a segurança de voo, aumentando sua abrangência, pontualidade, precisão e transparência dessas operações. 
O espaço sideral faz parte do meio ambiente porque está ligado ao meio ambiente da Terra de várias maneiras modestas. Por exemplo, as mudanças diárias no sistema climático estão intimamente relacionadas às condições do espaço sideral. O vento solar atinge repetidamente o campo magnético da Terra, incluindo sua atmosfera superior , resultando nas propriedades elétricas da Terra. Além disso, a Terra fica no centro do "vendaval" de partículas que emanam das partes externas da atmosfera do Sol.  Como o vento solar, mas de origem espacial muito mais profunda, os raios cósmicos também atingem a Terra, penetrando em sua atmosfera inferior, onde acredita-se que ajuda a formar nuvens de baixo nível. 
O espaço sideral faz parte do meio ambiente porque suas condições afetam as operações das naves espaciais, a saúde dos astronautas e o estado e funcionamento de quaisquer outros objetos e satélites que circunavegam a Terra.  A ordem espacial internacional está em meio a um período de turbulência, ajuste e reconstrução. A economia espacial global valerá US$ 360 bilhões até 2018.  No entanto, à medida que os custos diminuem, espera-se que a barreira de entrada no espaço continue diminuindo. Os países estão cada vez mais focando sua atenção no espaço não apenas para segurança nacional, mas também para oportunidades comerciais. Como resultado, a governança ambiental do espaço sideral está sendo introduzida gradualmente. 
Os métodos de governança do espaço incorporam as questões previstas na Declaração de Montreal , que exige os seguintes elementos. A inspeção dos ambientes fiscais, sociais e políticos internacionais em constante mudança e da dependência da infraestrutura espacial; a identificação e avaliação de todas as ameaças e perigos espaciais conhecidos; a inspeção de todas as perspectivas espaciais e a necessidade de uso sustentável e diplomático do espaço sideral, incluindo o estudo e a manipulação do espaço para benefício do homem; o reconhecimento de alterações de segurança, técnicas e operativas que requerem resoluções; e o endosso de tratados, arranjos, diretrizes, ética e mecanismos relevantes de governança espacial, invenções e procedimentos pertinentes a eventos espaciais existentes e em desenvolvimento. 
Muitos países aspiram a ser líderes e atores responsáveis no espaço e, portanto, apoiam os esforços contínuos da comunidade internacional para desenvolver um comportamento e normas responsáveis para os operadores espaciais. Países como Brasil, China, França, Japão e África do Sul estão trabalhando para estabelecer padrões de comportamento no espaço, na esperança de proteger os ativos espaciais por meio de uma melhor consciência situacional espacial e gerenciamento de tráfego espacial. 
Abaixo estão exemplos de políticas de três países diferentes.
- A Austrália não tem uma política espacial nacional, mas enfatiza os padrões do Comitê da ONU para Uso Pacífico do Espaço Exterior, para mitigação de detritos espaciais enquanto cria diretrizes oficiais para lançamentos internacionais. A Austrália ativou um sistema de radar de vigilância espacial de banda C com o objetivo de rastrear detritos espaciais.  Esses dados do hemisfério sul ajudarão a aumentar a conscientização mundial sobre o estado do espaço mundial e as práticas sustentáveis. [19]
- A política de governança ambiental do espaço sideral da França é vista principalmente no Decreto de Regulamentos Técnicos de 2011, que se concentra no lançamento e no licenciamento orbital. O Decreto de Regulamentos Técnicos exige que os sistemas de transporte sejam projetados, fabricados e implementados de forma que os detritos sejam evitados durante a operação regular. No lançamento, a probabilidade de desintegração em órbita deve ser menor que uma em 1.000. Além disso, deve ser capaz de sair de órbita e reentrar na atmosfera com segurança assim que a missão for cumprida. Se não puder sair de órbita, deve aderir aos padrões da União Internacional de Telecomunicações para órbitas geossíncronas. [19]
- O governo do Canadá estabeleceu uma estrutura regulatória destinada a reduzir a formação de detritos espaciais. Os operadores devem fazer uma avaliação e planejar o descarte de detritos orbitais projetados. A Agência Espacial Canadense (CSA) adotou os princípios das "Diretrizes de Mitigação de detritos espaciais" para redução de detritos espaciais e pretende implementá-los em todas as atividades da agência espacial dao Canadá. Além disso, o governo canadense exige que os licenciados de espaçonaves que operam na frequência de rádio apresentem uma estratégia de mitigação de detritos espaciais como parte do processo de licenciamento.  Simultaneamente, se o satélite estiver em uma órbita geossíncrona, ele deve aderir aos padrões da União Internacional de Telecomunicações. [19]

### Questões de extensão e nível dos processos de governança

#### Governança multicamadas
A literatura sobre a extensão (escala) de governança mostra como as mudanças na compreensão das questões ambientais levaram ao movimento de uma visão local para o reconhecimento de sua escala maior e mais complicada. Esse movimento trouxe um aumento na diversidade, especificidade e complexidade das iniciativas. Meadowcroft apontou inovações que foram colocadas sobre estruturas e processos existentes, em vez de substituí-los.  Lafferty e Meadowcroft fornecem três exemplos de governança em vários níveis: internacionalização, abordagens cada vez mais abrangentes e envolvimento de várias entidades governamentais. Lafferty e Meadowcroft descreveram o sistema multicamadas resultante como abordando questões em escalas menores e maiores. 

#### Nível institucional
Hans Bruyninckx afirmou que uma incompatibilidade entre a escala do problema ambiental e o nível da intervenção política era problemática.  Young alegou que tais incompatibilidades reduziram a eficácia das intervenções.  A maior parte da literatura aborda o nível de governança em vez da extensão (escala) de intervenção ecológica. Elinor Ostrom , entre outros, afirmou que a incompatibilidade costuma ser a causa de práticas de manejo insustentáveis e que soluções simples para a incompatibilidade não foram identificadas.  Debates consideráveis têm abordado a questão de qual(is) nível(is) deve(m) assumir a responsabilidade pela gestão da água doce. Trabalhadores de desenvolvimento tendem a abordar o problema no nível local. Os governos nacionais concentram-se em questões políticas.  Isso pode criar conflitos entre os estados porque os rios cruzam fronteiras, levando a esforços para evoluir a governança das bacias hidrográficas. 

## Questões de governança ambiental

### Deterioração do solo
A deterioração do solo e da terra reduz sua capacidade de captar, armazenar e reciclar água, energia e alimentos . Foram propostas as seguintes soluções:
- incluir a reabilitação do solo como parte da educação convencional e popular.
- envolver todas as partes interessadas, incluindo formuladores de políticas e autoridades, produtores e usuários da terra, comunidade científica e sociedade civil para gerenciar incentivos e fazer cumprir regulamentos e leis.
- estabelecer um conjunto de regras obrigatórias, como uma convenção internacional.
- estabelecer mecanismos e incentivos para facilitar as transformações.
- reunir e compartilhar conhecimento.
- mobilizar fundos a nível nacional e internacional. [22]

### Mudanças climáticas
O consenso científico sobre as mudanças climáticas é expresso nos relatórios do Painel Intergovernamental sobre Mudanças Climáticas e também nas declarações de todos os principais órgãos científicos dos Estados Unidos, como a Academia Nacional de Ciências.  Os impulsionadores da mudança climática podem incluir diversos fatores, como as Mudanças na irradiância solar, Mudanças nas concentrações atmosféricas de gases residuais e aerossóis, Evidências de mudança climática podem ser identificadas examinando-se:  Concentrações atmosféricas de Gases do Efeito Estufa (GEE), como dióxido de carbono (CO 2 ); temperaturas da superfície do mar e da terra; Vapor de água atmosférico; Precipitação; A ocorrência ou força de eventos climáticos e climáticos extremos; Geleiras; Perda rápida de gelo marinho; Nível do mar. 
É sugerido por modelos climáticos que as mudanças na temperatura e no nível do mar podem ser efeitos causais de atividades humanas, como consumo de combustíveis fósseis, desmatamento, aumento da produção agrícola e produção de gases xenobióticos.  Tem havido crescentes ações com o objetivo de mitigar as mudanças climáticas e reduzir seu impacto nos níveis nacional, regional e internacional. O protocolo de Kyoto e a Convenção-Quadro das Nações Unidas sobre Mudanças Climáticas (UNFCCC) desempenham o papel mais importante na abordagem das mudanças climáticas em nível internacional. 
O objetivo de combater as mudanças climáticas levou à adoção por 191 estados do Protocolo de Quioto, um acordo que incentiva a redução dos gases de efeito estufa, principalmente o gás carbônico. Como as economias desenvolvidas produzem mais emissões per capita, limitar as emissões em todos os países inibe oportunidades para as economias emergentes, o único grande sucesso nos esforços para produzir uma resposta global ao fenômeno. Vàrias décadas após o Relatório Brundtland, no entanto, não houve melhora nos principais indicadores destacados. 

### Biodiversidade
A governança ambiental para proteger a biodiversidade tem que atuar em vários níveis. A biodiversidade é frágil porque está ameaçada por quase todas as ações humanas. Para promover a conservação da biodiversidade, acordos e leis devem ser criados para regular as atividades agrícolas, o crescimento urbano, a industrialização dos países, o uso dos recursos naturais, o controle de espécies invasoras, o uso correto da água e a proteção da qualidade do ar . Antes de tomar qualquer decisão para os tomadores de decisão de uma região ou país, os políticos e a comunidade devem levar em consideração quais são os impactos potenciais para a biodiversidade que qualquer projeto pode ter. 
O crescimento populacional e a urbanização têm contribuído muito para o desmatamento. Além disso, o crescimento populacional exige um uso mais intenso das áreas agrícolas, o que também resulta na necessidade de novas áreas a serem desmatadas. Isso causa a perda de habitat de espécies que é uma das principais ameaças à biodiversidade. A perda e a fragmentação do habitat afetam todas as espécies, porque todas dependem de recursos limitados para se alimentar e se reproduzir. As espécies são geneticamente únicas e insubstituíveis, sua perda é irreversível. Os ecossistemas variam em uma vasta gama de parâmetros, e ecossistemas semelhantes (sejam zonas úmidas, florestas, reservas costeiras etc.). 
Para evitar a perda de habitat e, consequentemente, a perda de biodiversidade, políticos e legisladores devem estar atentos ao princípio da precaução, o que significa que antes de aprovar um projeto ou lei devem ser analisados cuidadosamente todos os prós e contras. Às vezes, os impactos não são explícitos, ou nem mesmo provados. No entanto, se houver alguma chance de ocorrer um impacto irreversível, isso deve ser levado em consideração.  Para promover a governança ambiental para proteção da biodiversidade tem que haver uma clara articulação entre valores e interesses na negociação dos planos de gestão ambiental.  Os acordos internacionais são uma boa maneira de fazer isso direito. 
A Convenção sobre Diversidade Biológica foi assinada no Rio de Janeiro em 1992 sobre as atividades humanas. Seus objetivos são: “conservar a diversidade biológica, usar a diversidade biológica de forma sustentável, compartilhar os benefícios da diversidade biológica de forma justa e equitativa”. A convenção é o primeiro acordo global a abordar todos os aspectos da biodiversidade: recursos genéticos, espécies e ecossistemas. Reconhece, pela primeira vez, que a conservação da diversidade biológica é “uma preocupação comum para toda a humanidade”. A Convenção incentiva esforços conjuntos em medidas de cooperação científica e tecnológica, acesso a recursos genéticos e transferência de tecnologias ambientais limpas. 
A edição mais importante da Convenção sobre Diversidade Biológica aconteceu em 2010, quando foram lançados o Plano Estratégico para a Biodiversidade 2011-2020 e as Metas de Aichi . Esses dois projetos juntos fazem a Década da Biodiversidade das Nações Unidas. Foi realizado no Japão e tem como objetivos de travar e eventualmente reverter a perda de biodiversidade do planeta 
O Plano Estratégico para a Biodiversidade tem como objetivo promover a sua visão global de viver em harmonia com a natureza e como resultado integrar a biodiversidade em diferentes níveis. Ao longo da Década da Biodiversidade das Nações Unidas, os governos são incentivados a desenvolver, implementar e comunicar os resultados das estratégias nacionais para a implementação do Plano Estratégico para a Biodiversidade. 
De acordo com a Convenção sobre Diversidade Biológica , as cinco metas de Aichi são: Abordar as causas subjacentes da perda de biodiversidade, integrando a biodiversidade no governo e na sociedade; Reduzir as pressões diretas sobre a biodiversidade e promover o uso sustentável; Melhorar o estado da biodiversidade salvaguardando os ecossistemas, as espécies e a diversidade genética; Aumentar os benefícios para todos da biodiversidade e dos serviços ecossistêmicos; Melhorar a implementação por meio de planejamento participativo, gestão do conhecimento e capacitação. 

### Água - Contexto Internacional
O Relatório Mundial de Desenvolvimento da Água da ONU de 2003 afirmou que a quantidade de água disponível nos próximos vinte anos cairia em 30%. No mesmo relatório, indica-se que em 1998, 2,2 milhões de pessoas morreram de doenças diarreicas.  Em 2004, a instituição de caridade WaterAid do Reino Unido informou que uma criança morria a cada 15 segundos de doenças relacionadas à água. 
Denota-se que  “Todos os níveis de gestão do abastecimento de água são necessários e independentes. A abordagem integrada das bacias hidrográficas deve levar em conta as necessidades de irrigação e as das cidades, conjuntamente e não separadamente como muitas vezes se vê (...). A governança de um abastecimento de água deve ser guiada pelos princípios de desenvolvimento." 
Os recursos hídricos australianos sempre foram variáveis, mas estão se tornando cada vez mais variáveis com as mudanças nas condições climáticas. Devido à limitação dos recursos hídricos na Austrália, é preciso haver uma implementação efetiva da governança ambiental conduzida dentro do país. Restrições sobre o uso da água são um importante dispositivo de política usado na governança ambiental australiana para limitar a quantidade de água usada em ambientes urbanos e agrícolas.
Há um aumento da pressão sobre os recursos hídricos superficiais na Austrália devido ao crescimento descontrolado do uso das águas subterrâneas e  a constante ameaça de seca. Essas pressões aumentadas não afetam apenas a quantidade e a qualidade dos cursos de água, mas também afetam negativamente a biodiversidade. O governo precisa criar políticas que preservem, protejam e monitorem as águas interiores da Austrália. A política de governança ambiental mais significativa imposta pelo governo australiano são as alocações de fluxo ambiental que alocam água para o ambiente natural. A implementação adequada do comércio de sistemas d'água podem ajudar a conservar os recursos hídricos na Austrália. 
Ao longo dos anos, houve um aumento na demanda por água, tornando a Austrália o terceiro maior usuário per capita de água do mundo. Se essa tendência continuar, a lacuna entre oferta e demanda precisará ser considerada. O governo precisa implementar alocações de água mais eficientes e aumentar as taxas de água. Ao mudar a percepção do público para promover a ação de reutilizar e reciclar a água, parte do estresse da escassez de água pode ser aliviado. Soluções mais amplas, como usinas de dessalinização, construção de mais barragens e armazenamento de aquíferos, são opções que podem ser tomadas para conservar os níveis de água, mas todos esses métodos são controversos. 
Com limites para o uso de águas superficiais, tanto os consumidores urbanos quanto rurais estão se voltando para o uso de águas subterrâneas; isso fez com que os níveis das águas subterrâneas diminuíssem significativamente. O uso de águas subterrâneas é muito difícil de monitorar e regular. Atualmente, não há pesquisas suficientes sendo conduzidas para determinar com precisão os rendimentos sustentáveis. Algumas regiões estão vendo melhorias nos níveis das águas subterrâneas com a aplicação de tampas nos furos e na quantidade de água que os consumidores podem extrair. Existem projetos de governança ambiental voltados para a restauração da vegetação na zona ribeirinha. A restauração da mata ciliar ajuda a aumentar a biodiversidade, reduzir a salinidade, prevenir a erosão do solo e evitar o colapso das margens dos rios. Muitos rios e cursos de água são controlados por açudes e eclusas que controlam o fluxo dos rios e também impedem o movimento dos peixes. 
O governo financiou caminhos para peixes em alguns açudes e eclusas para permitir que os peixes nativos se movimentem rio acima. As zonas húmidas sofreram significativamente com recursos hídricos restritos, com uma diminuição do número de aves aquáticas e uma diminuição na diversidade de espécies. A destinação de água para a criação de aves por meio de vazões ambientais levou a um aumento na reprodução. 
Por causa da salinidade da terra seca em toda a Austrália, houve um aumento nos níveis de sal nas vias navegáveis australianas. Tem havido financiamento em esquemas de captura de sal que ajudam a melhorar os níveis de salinidade no rio, mas se a salinidade do rio melhorou ou não ainda não está claro porque ainda não há dados suficientes disponíveis. Altos níveis de salinidade são perigosos porque podem afetar negativamente os estágios larvais e juvenis de certos peixes. A introdução de espécies invasoras em cursos de água afetou negativamente as espécies aquáticas nativas porque as espécies invasoras competem com as espécies nativas e alteram os habitats naturais. Tem havido pesquisas na produção de carpas sem filhotes para ajudar a erradicar a carpa. O financiamento do governo também foi destinado à construção de barreiras no rio que prendem as carpas e impedem que elas se movam para as planícies aluviais e pântanos. 
O investimento em programas nacionais e regionais na Austrália como o "Living Murray (MDBC)", a Healthy Waterways Partnership e o Clean Up the Swan Program estão levando a uma importante governança ambiental. O programa Rios Saudáveis promove a restauração e recuperação dos fluxos ambientais, a revegetação de matas ciliares e o controle de pragas aquáticas. O programa "Living Murray" tem sido crucial para a destinação de água para o meio ambiente ao criar um acordo para recuperar 500 bilhões de litros de água para o meio ambiente do rio Murray.  A governança ambiental e a gestão dos recursos hídricos na Austrália devem ser constantemente monitoradas e adaptadas para atender às mudanças nas condições ambientais do país. Se os programas ambientais forem governados com transparência, pode haver uma redução na fragmentação das políticas e um aumento na eficiência das políticas. Nos países árabes, o uso extensivo de água para a agricultura também merece atenção crítica, já que a agricultura nessa região contribui menos para a renda nacional.   

### Camada de ozônio
Em 16 de setembro de 1987, a Assembléia Geral das Nações Unidas assinou o Protocolo de Montreal para enfrentar o declínio da camada de ozônio. Desde aquela época, o uso de clorofluorcarbonos (refrigerantes industriais e aerossóis) e fungicidas agrícolas, como o brometo de metila, foi praticamente eliminado, embora outros gases prejudiciais ainda estejam em uso. 

### Risco nuclear
O tratado de não proliferação nuclear é o principal acordo multilateral que rege a atividade nuclear.

### Organismos transgênicos
Organismos geneticamente modificados não são objeto de acordos multilaterais importantes. Estão sujeitos a diversas restrições em outros níveis de governança. Os Organismos geneticamente modificados estão em uso generalizado nos EUA, mas são fortemente restritos em muitas outras jurisdições. Surgiram controvérsias sobre arroz dourado, salmão geneticamente modificado, sementes geneticamente modificadas, divulgação e outros tópicos. 

### Princípio da precaução
O chamado "princípio da precaução" ou abordagem de precaução afirma que, se uma ação ou política tem um risco suspeito de causar danos ao público ou ao meio ambiente, na ausência de consenso científico de que a ação ou política é prejudicial, o ônus da prova de que não é prejudicial recai sobre aqueles que realizam uma ação. A partir de 2013, não era a base dos principais acordos multilaterais. O Princípio da Precaução é aplicado se houver a possibilidade de que a ação proposta possa causar danos à sociedade ou ao meio ambiente. Portanto, os envolvidos na ação proposta devem fornecer evidências de que ela não será prejudicial, mesmo que os cientistas não acreditem que ela causará danos. Cabe aos formuladores de políticas tomar a melhor decisão posível, se houver algum risco, mesmo sem nenhuma evidência científica. No entanto, tomar medidas preventivas também significa que há um elemento de custo envolvido, seja social ou econômico. Portanto, se o custo fosse considerado insignificante, a ação seria tomada sem a implementação do princípio da precaução. Mas muitas vezes o custo é ignorado, o que pode levar a repercussões prejudiciais. Esse é frequentemente o caso da indústria e dos cientistas que se preocupam principalmente em proteger seus próprios interesses. 

### Conflitos socioambientais
Questões ambientais, como gestão de recursos naturais e mudança climática, têm considerações sociais e de segurança. A escassez de água potável e as mudanças climáticas podem causar migrações em massa de refugiados climáticos , por exemplo.  A análise de redes sociais foi aplicada para entender como diferentes atores cooperam e entram em conflito na governança ambiental. Os relacionamentos existentes podem influenciar a forma como as partes interessadas colaboram em tempos de conflito: um estudo sobre planejamento de transporte e uso da terra na Califórnia descobriu que as partes interessadas escolhem seus parceiros de colaboração evitando aqueles com as crenças mais diferentes, em vez de selecionar aqueles com pontos de vista compartilhados. O resultado é conhecido como homofilia – atores com pontos de vista semelhantes têm maior probabilidade de acabar colaborando do que aqueles com pontos de vista opostos. 

### Detritos orbitais
Desde o início da exploração e das operações espaciais na década de 1950, outros países se juntaram à corrida para utilizar o espaço de forma mais intensiva. Os Estados Unidos e a Rússia lançaram o primeiro satélite artificial.  As operações espaciais humanas resultaram em uma grande quantidade de lixo no céu. Entre eles está o último estágio de um foguete, peças funcionais de dispositivos explosivos de partida, fragmentos de desintegração criados pelo impacto mútuo de veículos espaciais ou projéteis  como resultado de sua explosão. Nas proximidades da Terra, já existem mais de 50.000 espaçonaves abandonadas e lixo espacial à medida que cada lançamento se torna perigoso.  A "síndrome de Kessler" ou "dano permanente" pode ocorrer, o que significa que um fragmento se parte e colide com outro fragmento, causando uma série de colisões, que acabam poluindo toda a órbita do satélite. O espaço tornou-se parte da vida humana diária, desde as telecomunicações até monitoramento de desastres A perda de qualquer satélite é um problema sério, como o GPS, o sistema financeiro global e as previsões meteorológicas diárias. 

## Acordos

### Convenções
As principais convenções multilaterais, também conhecidas como Convenções do Rio , são as seguintes:
- Convenção sobre Diversidade Biológica (CDB) (1992–1993): visa conservar a biodiversidade. Acordos relacionados incluem o Protocolo de Cartagena sobre biossegurança;  [34]
- Convenção-Quadro das Nações Unidas sobre Mudanças Climáticas (UNFCC) (1992–1994): visa estabilizar as concentrações de gases de efeito estufa em um nível que estabilize o sistema climático sem ameaçar a produção de alimentos e permitir a busca do desenvolvimento econômico sustentável; incorpora o Protocolo de Quioto. [34]
- Convenção das Nações Unidas de Combate à Desertificação (UNCCD) (1994–1996): visa combater a desertificação e mitigar os efeitos da seca e da desertificação, nos países em desenvolvimento (embora inicialmente a convenção fosse destinada principalmente à África). [34]

Outras convenções incluem:
- Convenção de Ramsar sobre Zonas Úmidas de Importância Internacional (1971–1975);
- Convenção do Patrimônio Mundial da UNESCO (1972–1975);
- Convenção sobre Comércio Internacional de Espécies Ameaçadas de Flora e Fauna Selvagens (CITES) (1973–1975)
- Convenção de Bonn sobre a Conservação das Espécies Migratórias (1979–1983);
- Convenção sobre a Proteção e Uso de Cursos de Água Transfronteiriços e Lagos Internacionais (Convenção da Água) (1992–1996);
- Convenção da Basiléia sobre o Controle de Movimentos Transfronteiriços de Resíduos Perigosos e seu Descarte (1989–1992);
- Convenção de Roterdã sobre os Procedimentos de Consentimento Prévio e Informado para Certos Produtos Químicos e Pesticidas Perigosos no Comércio Internacional;
- Convenção de Estocolmo sobre Poluentes Orgânicos Persistentes (COP) (2001–2004). [34]

As Convenções do Rio são caracterizadas por:
- execução obrigatória pelos Estados signatários;
- envolvimento em um setor de governança ambiental global;
- centrar-se no combate à pobreza e no desenvolvimento de condições de vida sustentáveis;
- financiamento do Global Environment Facility (GEF, Fundo Global para o Meio Ambiente) para países com poucos recursos financeiros;
- inclusão de uma  convenção específica para avaliar o estado do ecossistema. [34]

As convenções ambientais são regularmente criticadas por:
- rigidez e verticalidade: são muito descritivos, homogêneos e de cima para baixo, não refletindo a diversidade e complexidade das questões ambientais. Os países signatários lutam para traduzir os objetivos em forma concreta e incorporá-los de forma consistente;
- estruturas e ajuda duplicadas: o formato específico do setor das convenções produziu estruturas e procedimentos duplicados. Cooperação inadequada entre os ministérios do governo;
- contradições e incompatibilidades: por exemplo, “se os projetos de reflorestamento para reduzir o gás carbõnico derem preferência às monoculturas de espécies exóticas, isso pode ter um impacto negativo na biodiversidade (enquanto a regeneração natural pode fortalecer tanto a biodiversidade quanto as condições necessárias para a vida)”. [35]

Até agora, a formulação de políticas ambientais em nível internacional foi dividida por tema, setor ou território, resultando em tratados que se sobrepõem ou se chocam. Tentativas internacionais de coordenar as instituições ambientais, incluindo o Comitê de Coordenação Interagências e a Comissão para o Desenvolvimento Sustentável , mas essas instituições não são poderosas o suficiente para incorporar efetivamente os três aspectos do desenvolvimento sustentável. 

### Acordos Ambientais Multilaterais
Acordos Ambientais Mulitlaterais (MEAs) são acordos entre vários países que se aplicam internacionalmente ou regionalmente e dizem respeito a uma variedade de questões ambientais. Em 2013, mais de 500 Acordos Ambientais Multilaterais (MEAs), incluindo 45 de escopo global, envolvem pelo menos 72 países signatários.  Outros acordos abrangem problemas ambientais regionais, como o desmatamento em Bornéu ou a poluição no Mediterrâneo. Cada acordo tem uma missão e objetivos específicos ratificados por vários estados. 
Muitos Acordos Ambientais Multilaterais foram negociados com o apoio do Programa Ambiental das Nações Unidas e trabalham para alcançar os Objetivos de Desenvolvimento do Milênio das Nações Unidas como um meio de incutir práticas sustentáveis para o meio ambiente e seu povo.  Os Acordos Ambientais Multilaterais são considerados como apresentando enormes oportunidades para sociedades e economias mais verdes, que podem trazer inúmeros benefícios na abordagem da segurança alimentar, energética e hídrica e na obtenção do desenvolvimento sustentável. 
Esses acordos podem ser implementados em escala global ou regional, por exemplo, as questões relacionadas ao descarte de resíduos perigosos podem ser implementadas em nível regional de acordo com a Convenção de Bamako sobre a Proibição da Importação para a África e o Controle do Movimento e Gestão Transfronteiriço de Resíduos Perigosos na África, que se aplica especificamente à África, ou a abordagem global para resíduos perigosos, como a Convenção de Basel sobre o Controle de Movimentos Transfronteiriços de Resíduos Perigosos e seu Descarte, que é monitorada em todo o mundo. 
“A estrutura de governança ambiental definida pelas Cúpulas do Rio e Joanesburgo é sustentada pelo PNUMA , MEAs e organizações de desenvolvimento e consiste em avaliação e desenvolvimento de políticas, bem como implementação de projetos em nível nacional. 
A estrutura de governança consiste em uma cadeia de fases:
- a) avaliação do estado do ambiente;
- b) desenvolvimento de política internacional;
- c) formulação de MEAs;
- d) implementação de políticas;
- e) avaliação de políticas;
- f) execução;
- g) desenvolvimento sustentável. [36]

Tradicionalmente, o PNUMA tem se concentrado no papel normativo do engajamento nas três primeiras fases. As fases (d) a (f) são cobertas por MEAs e a fase de desenvolvimento sustentável envolve organizações de desenvolvimento como o PNUD e o Banco Mundial:  A falta de coordenação afeta o desenvolvimento de uma governança coerente; O relatório mostra que os estados doadores apóiam as organizações de desenvolvimento, de acordo com seus interesses individuais;  Eles não seguem um plano conjunto, resultando em sobreposições e duplicações; Acordos Ambientais Multilateriais (MEAs) tendem a não se tornar um quadro de referência comum e, portanto, recebem pouco apoio financeiro; Estados e organizações enfatizam os regulamentos existentes em vez de melhorá-los e adaptá-los. 

## Plano de fundo
Os riscos associados à fissão nuclear aumentaram a conscientização global sobre as ameaças ambientais. O Tratado de Proibição Parcial de Testes Nucleares de 1963 , que proíbe testes nucleares atmosféricos, foi o início da globalização das questões ambientais. O direito ambiental começou a ser modernizado e coordenado com a Conferência de Estocolmo (1972), respaldada em 1980 pela Convenção de Viena sobre o Direito dos Tratados.  A Convenção de Viena para a Proteção da Camada de Ozônio foi assinada e ratificada em 1985. Em 1987, 24 países assinaram o Protocolo de Montreal que impôs a retirada gradual dos CFCs. O Relatório Brundtland, publicado em 1987 pela Comissão de Meio Ambiente e Desenvolvimento da ONU , estipulou a necessidade de um desenvolvimento econômico que “satisfaça as necessidades do presente sem comprometer a capacidade das gerações futuras de suprir suas necessidades. 

### Conferência do Rio (1992) e reações
A Conferência das Nações Unidas sobre Meio Ambiente e Desenvolvimento (UNCED), mais conhecida como Cúpula da Terra de 1992 , foi o primeiro grande encontro internacional desde o fim da Guerra Fria e contou com a presença de delegações de 175 países. Desde então as maiores conferências internacionais que acontecem a cada 10 anos pautaram o processo de governança global com uma série de acordos ambientais multilaterais (MEAs). Os tratados ambientais são aplicados com o auxílio de secretarias.  Os governos criaram tratados internacionais na década de 1990 para verificar as ameaças globais ao meio ambiente. Esses tratados são muito mais restritivos do que os protocolos globais e visam mudar modelos de produção e consumo não sustentáveis. 

### Agenda 21
A Agenda 21 é um plano detalhado de ações a serem implementadas nos níveis global, nacional e local por organizações da ONU, estados membros e grupos individuais chave em todas as regiões. A Agenda 21 defende que o desenvolvimento sustentável seja uma lei de princípios jurídicos. No nível local, a Agenda 21 local preconiza um plano estratégico inclusivo e de base territorial, incorporando políticas ambientais e sociais sustentáveis.  A Agenda foi acusada de usar princípios neoliberais, incluindo o livre comércio para atingir objetivos ambientais. Por exemplo, o capítulo dois, intitulado “Cooperação Internacional para Acelerar o Desenvolvimento Sustentável em Países em Desenvolvimento e Políticas Domésticas Relacionadas”, afirma: “A economia internacional deve fornecer um clima internacional de apoio para atingir as metas de meio ambiente e desenvolvimento: promovendo o desenvolvimento sustentável por meio da liberalização do comércio.” 

## Atores sociais

### Instituições internacionais

#### Programa das Nações Unidas para o Meio Ambiente
O PNUMA teve seu maior impacto como órgão de monitoramento e consultoria e no desenvolvimento de acordos ambientais. Também contribuiu para fortalecer a capacidade institucional dos ministérios do meio ambiente. Em 2002, o PNUMA realizou uma conferência para focar nos impactos do ciclo de vida de produtos, enfatizando as indústrias de moda, publicidade, finanças e varejo, vistas como agentes-chave na promoção do consumo sustentável.  Segundo Ivanova, o PNUMA agrega valor ao monitoramento ambiental, avaliação científica e compartilhamento de informações, mas não pode liderar todos os processos de gestão ambiental.  Ela propôs as seguintes tarefas para o PNUMA :
- iniciar uma revisão estratégica independente de sua missão;
- consolidar o processo de informação e transparência financeira;
- reestruturar a organização da governança criando um conselho executivo operacional que equilibre a onipresença do excessivamente imponente e bastante ineficaz Conselho Governamental/Fórum Ambiental Ministerial Global (GMEF). [40]

Outras propostas oferecem uma nova possibilidade para “produzir maior união entre as agências sociais e ambientais, para que o conceito de meio ambiente para o desenvolvimento se torne uma realidade. Ele precisa atuar como uma plataforma para o estabelecimento de padrões e para outros tipos de interação com organizações nacionais e internacionais e as Nações Unidas.  Os princípios de cooperação e responsabilidades comuns, mas diferenciadas, devem ser refletidos na aplicação deste mandato revisto.”  
Sherman propôs princípios para fortalecer o PNUMA :
- obter um consenso social sobre uma visão de longo prazo;
- analisar a situação atual e cenários futuros;
- produzir um plano abrangente que abranja todos os aspectos do desenvolvimento sustentável;
- basear-se em estratégias e processos existentes;
- multiplicar os vínculos entre as estratégias nacionais e locais;
- incluir todos esses pontos no plano financeiro e orçamentário;
- adotar controles rápidos para aprimorar a pilotagem dos processos e a identificação dos avanços;
- implementar mecanismos eficazes de participação. [41]

Outro grupo afirmou: “Considerar as necessidades específicas dos países em desenvolvimento e respeitar o princípio fundamental de 'responsabilidades comuns, mas diferenciadas'. Os países desenvolvidos devem promover a transferência de tecnologia, recursos financeiros novos e adicionais e capacitação para uma participação significativa dos países em desenvolvimento na governança ambiental internacional. O fortalecimento da governança ambiental internacional deve ocorrer no contexto do desenvolvimento sustentável e deve envolver a sociedade civil como uma importante parte interessada e agente de transformação.” 

#### Fundo Global para o Meio Ambiente
Criado em 1991, o Fundo Global para o Meio Ambiente  é uma organização financeira independente iniciada por governos doadores, incluindo Alemanha e França. Foi a primeira organização financeira dedicada ao meio ambiente em nível global. Em 2013, tinha 179 membros. As doações são usadas para projetos que cobrem biodiversidade, mudança climática, águas internacionais, destruição da camada de ozônio, degradação do solo e poluentes orgânicos persistentes. A estrutura institucional do Fundo Global para o Meio Ambiente  inclui o PNUMA, o PNUD e o Banco Mundial. É o mecanismo de financiamento para as quatro convenções ambientais: mudança climática, biodiversidade, poluentes orgânicos persistentes e desertificação. O Fundo transfere recursos de países desenvolvidos para países em desenvolvimento para financiar projetos do PNUD, PNUMA e Banco Mundial. O Banco Mundial administra o orçamento anual de US$ 561,10 milhões. 
O Fundo tem sido criticado por seus vínculos históricos com o Banco Mundial, pelo menos durante sua primeira fase na década de 1990,  e por ter favorecido certas regiões em detrimento de outras.  Outra visão o vê como contribuindo para o surgimento de um "mercado verde" global. Representa “uma adaptação (do Banco Mundial) a esta ordem mundial emergente, como resposta ao surgimento de movimentos ambientalistas que estão se tornando uma força geopolítica”. Os países em desenvolvimento exigiram transferências financeiras para ajudá-los a proteger seu meio ambiente. O fundo está sujeito a critérios de rentabilidade econômica, como é o caso de todas as convenções. Recebeu mais fundos em seus primeiros três anos do que o PNUMA desde sua criação em 1972. O financiamento do Fundo Global para o Meio Ambiente  representa menos de 1% da ajuda ao desenvolvimento entre 1992 e 2002. 

#### Comissão das Nações Unidas para o Desenvolvimento Sustentável (CSD)
A Comissão das Nações Unidas para o Desenvolvimento Sustentável é uma instituição intergovernamental se reúne duas vezes ao ano para avaliar o acompanhamento das metas da Cúpula do Rio. A comissão é formada por 53 Estados membros, eleito a cada três anos e foi reformado em 2004 para ajudar a melhorar a implementação da Agenda 21. Reúne-se duas vezes ao ano, enfocando um tema específico a cada biênio: 2004-2005 foi dedicado à água e 2006–2007 às alterações climáticas. A comissão tem sido criticado por seu baixo impacto, falta de presença geral e ausência da Agenda 21 em nível estatal especificamente, segundo relatório do World Resources Institute.  Sua missão é centrada em sequenciar ações e estabelecer acordos o coloca em conflito com instituições como o PNUMA e a OCDE. 

#### Organização Mundial do Meio Ambiente (World Environment Organization)
Uma proposta de criação da Organização Mundial do Meio Ambiente, análoga à Organização Mundial da Saúde, poderia ser capaz de adaptar tratados e aplicar padrões internacionais.  A União Européia, particularmente a França e a Alemanha, e várias ONGs são a favor da criação da organização. O Reino Unido, os Estados Unidos e a maioria dos países em desenvolvimento preferem se concentrar em iniciativas voluntárias.  Os partidários da organização sustentam que poderia oferecer melhor liderança política, maior legitimidade e coordenação mais eficiente. Seus detratores argumentam que as instituições e missões existentes já fornecem governança ambiental apropriada; no entanto, a falta de coerência e coordenação entre eles e a ausência de divisão clara de responsabilidades impede-os de uma maior eficácia. 

#### Banco Mundial
O Banco Mundial influencia a governança ambiental por meio de outros atores, particularmente o Fundo Global para o Meio Ambiente. As competências do Banco Mundial não estão suficientemente definidas em termos de governança ambiental, apesar de estar incluída em sua missão. No entanto, destina de 5 a 10% de seus recursos anuais para projetos ambientais. A vocação capitalista da instituição faz com que o seu investimento se concentre apenas em áreas rentáveis em termos de custo-benefício, como a ação contra as alterações climáticas e a proteção da camada de ozônio e descuidando-se de outras como a adaptação às alterações climáticas e à desertificação. A sua autonomia financeira permite-lhe fazer sentir a sua influência indirectamente na criação de normas e nas negociações internacionais e regionais. 
Após intensas críticas na década de 1980 por seu apoio a projetos destrutivos que, entre outras consequências, causavam o desmatamento de florestas tropicais, o Banco Mundial elaborou suas próprias normas ambientais na década de 1990 para corrigir suas ações. Esses padrões diferem dos padrões do PNUMA, que deveriam ser referência, desacreditando a instituição e semeando desordem e conflito no mundo da governança ambiental. Outras instituições financeiras, bancos regionais de desenvolvimento e o setor privado também elaboraram suas próprias normas. A crítica não foi dirigida aos padrões do Banco Mundial em si mesmo, cujas ações eram consideradas “robustas”,  mas à sua legitimidade e eficácia. 

##### Fundo Global para o Meio Ambiente
Os recursos para ações do Fundo Global para o Meio Ambiente, particularmente a partir de 2012, tornam essa instituição o maior financiador público de projetos para melhorar o meio ambiente global, período, que fornece subsídios para projetos relacionados à biodiversidade, mudanças climáticas, águas internacionais, degradação da terra, a camada de ozônio e poluentes orgânicos persistentes. O órgão afirma ter fornecido US$ 10,5 bilhões em doações e alavancado US$ 51 bilhões em cofinanciamento de recursos para mais de 2.700 projetos em mais de 165 países e fez mais de 14.000 pequenas doações diretamente à sociedade civil e organizações comunitárias, totalizando US$ 634 milhões.  Serve como mecanismo para:
- Convenção sobre Diversidade Biológica (CDB);
- Convenção-Quadro das Nações Unidas sobre Mudança do Clima (UNFCCC);
- Convenção de Estocolmo sobre Poluentes Orgânicos Persistentes (POPs);
- Convenção de Combate à Desertificação (UNCCD);
- Implementação do Protocolo de Montreal sobre Substâncias que Destroem a Camada de Ozônio em alguns países com "economias em transição". [49]

Estas ações refletem o Fundo Global para o Meio Ambiente depois de sua reestruturação a partir de outubro de 2011.  

#### Organização Mundial do Comércio (OMC)
As responsabilidades da OMC não incluem um princípio específico sobre meio ambiente. Todos os problemas ligados ao meio ambiente são tratados de forma a priorizar as exigências comerciais e os princípios do próprio sistema comercial da OMC. Isso produz situações de conflito. Mesmo que a OMC reconheça a existência de Acordos Ambientais Multilaterais (MEAs), ela denuncia o fato de que cerca de 20 Acordos Ambientais Multilaterais estão em conflito com os regulamentos comerciais da OMC. Além disso, certos Acordos Ambientais Multilaterais podem permitir que um país proíba ou limite o comércio de certos produtos se eles não satisfizerem os requisitos estabelecidos de proteção ambiental. Nestas circunstâncias, se a proibição de um país em relação a outro país diz respeito a dois signatários do mesmo Acordos Ambientais Multilaterais, os princípios do tratado podem ser usados para resolver o desacordo.  Algumas críticas aos mecanismos da OMC podem ser amplas demais. Em uma disputa recente sobre rotulagem de rótulos seguros para golfinhos para atum entre os EUA e o México, a decisão foi relativamente pequena e não, como alguns críticos afirmaram. 

#### Fundo Monetário Internacional (FMI)
A missão do FMI é “ assegurar a estabilidade do sistema monetário internacional ”.  A proposta do Fundo Verde do FMI de Dominique Strauss-Kahn  especificamente para lidar com "choques relacionados ao clima na África",  apesar de receber muita atenção  foi rejeitada.  A proposta de Strauss-Kahn, apoiada pela França e pela Grã- Bretanha , era que "os países desenvolvidos fariam uma injeção inicial de capital no fundo usando parte dos US$ 176 bilhões em alocações de Direitos Especiais de Saque (títulos) do ano passado em troca de uma participação no fundo verde  ." No entanto, "a maioria dos 24 diretores, disse a Strauss-Kahn que o clima não fazia parte do mandato do FMI e que as alocações de títulos são um ativo de reserva nunca destinado a questões de desenvolvimento". 

#### ONU ICLEI
O principal órgão da ONU para coordenar a tomada de decisões municipais e urbanas  é denominado Conselho Internacional para Iniciativas Ambientais Locais (International Council for Local Environmental Initiatives, ICLEI) . Seu slogan é "Governos Locais pela Sustentabilidade". Este órgão patrocinou o conceito de contabilidade de custos totais que torna a governança ambiental a base de outra governança. 
Os projetos e realizações do órgão incluem :
- Convencer milhares de líderes municipais a assinar a Declaração Mundial de Prefeitos e Líderes Municipais sobre Mudanças Climáticas (2005), que solicita notadamente de outros níveis de governo que permitiram a adoção de regimes globais de comércio, créditos e regras de reservas bancárias, os quais seriam reformulados para promover o alívio da dívida e incentivos para implementar políticas e práticas que reduzam e mitiguem as mudanças climáticas;
- Iniciar conselhos nacionais para implementar este e outros acordos importantes; [55]
- Adoção de iniciativas como o Estímulo ao Eco-Orçamento de 2008  e Tripé da Sustentabilidade (2007), assim reconhecidas coo ferramentas para incorporar a sustentabilidade nas ações municipais,  por exemplo , a Corporação Municipal de Guntur , uma das quatro primeiras a implementar toda a estrutura.  [56] [57]
- Adoção das Ferramentas de Planejamento de Sustentabilidade (Sustentabilidade Planning Toolkit), (lançado em 2009  integrando essas e outras ferramentas; [58]
- Cadastro Climático de Cidades (Cities Climate Registry), lançado em 2010)  - parte da Campanha do PNUMA sobre Cidades e Mudanças Climáticas. [59] [54]

O Conselho Internacional para Iniciativas Ambientais Locais promove o intercâmbio de melhores práticas entre governos municipais em todo o mundo, especialmente infraestrutura verde e compras sustentáveis. 

#### Outras secretarias
Outras instituições internacionais incorporam a governança ambiental em seus planos de ação, incluindo :
- Programa das Nações Unidas para o Desenvolvimento (PNUD), promovendo o desenvolvimento;
- Organização Meteorológica Mundial (OMM), que trabalha com o clima e a atmosfera;
- Organização para Agricultura e Alimentação (FAO) trabalhando na proteção da agricultura, florestas e pesca;
- Agência Internacional de Energia Atômica (AIEA), que se concentra na segurança nuclear.  [60]

Mais de 30 agências e programas da ONU apoiam a gestão ambiental e isso produz falta de coordenação, troca insuficiente de informações e dispersão de responsabilidades. Também resulta na proliferação de iniciativas e na rivalidade entre elas. 